# المو (شرکت)

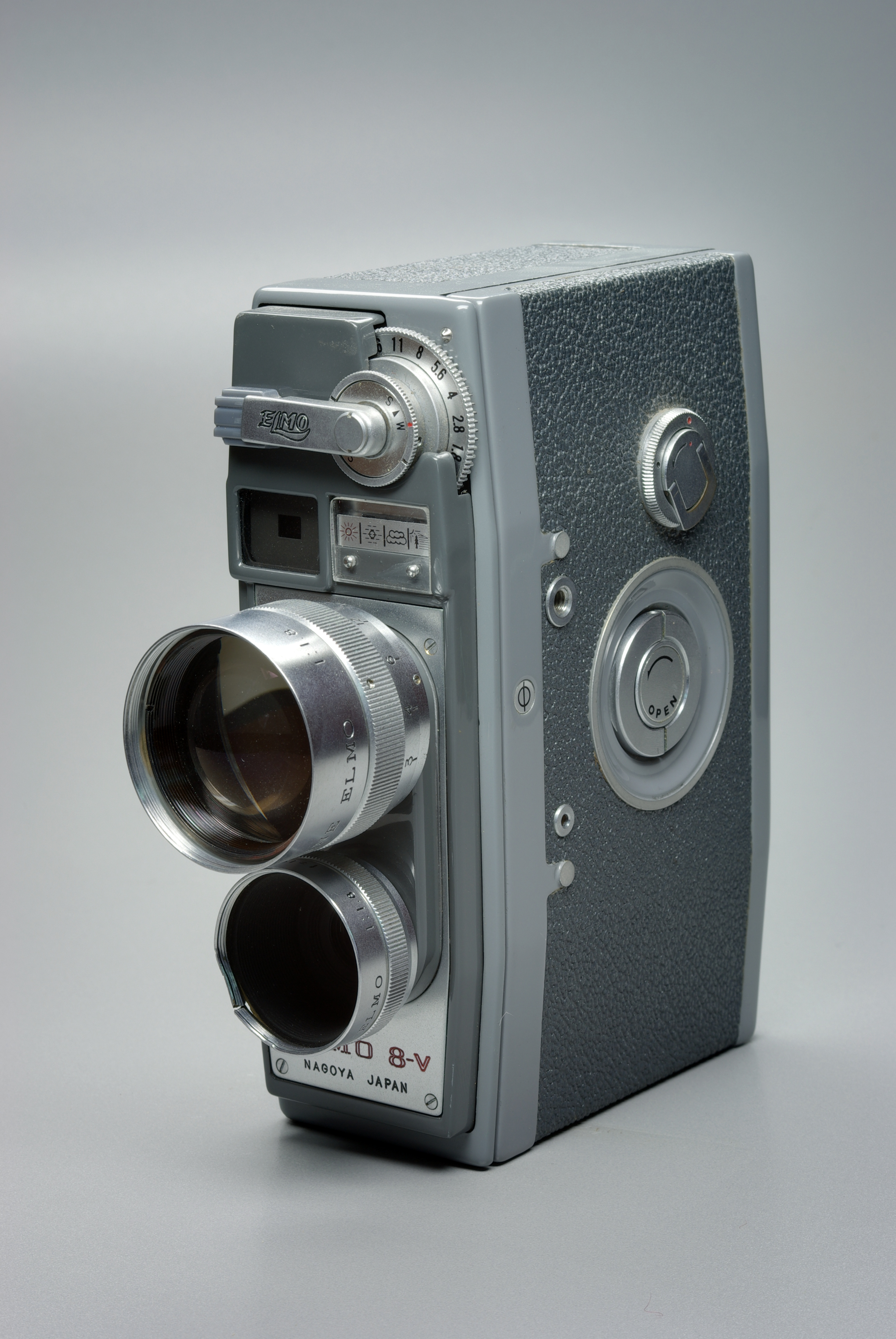
Elmo 8V (حدود ۱۹۶۰)

المو یک شرکت الکترونیکی و اپتیک ژاپنی است که تجهیزات دوربین مدار بسته (از جمله دوربین‌های CCD)، پروژکتورها و سایر دستگاه‌های ارائه دهنده را تولید می‌کند. آنها همچنین بخاطر سری پروژکتورهای سطح بالای سوپر ۸میلیمتر در دهه ۱۹۷۰ شناخته شده‌اند.

## تاریخ
این شرکت در سال ۱۹۲۱ با نام ساکاکی شوکای (榊 商会) توسط هیدنوبو ساکاکی تأسیس شد. این شرکت اولین پروژکتور ۱۶ میلیمتری خود (مدل A) را در سال ۱۹۲۷ منتشر کرد، اولین دستگاه تولید شده در ژاپن.
این شرکت در سال ۱۹۳۳ به گوکی المو-سا (エ ル モ 社، «المو اند کو.») تغییر نام داد، مخفف «سازمان ماشین الکتریکی نوری». اولین آپارات ۸ میلی‌متری (مدل هایابوسا) سه سال بعد، در سال ۱۹۳۶ منتشر شد و سری الموفلکس با دوربین‌های ۶×۶ تی‌ال‌آر در اوایل دهه ۱۹۴۰ معرفی شد. با این حال، به دلیل جنگ جهانی دوم، تولید به سرعت متوقف شد.
پس از پایان جنگ، تولید به سرعت از سر گرفته شد و در ژانویه ۱۹۴۶، شرکت المو یکی از ۱۷ عضو مؤسس انجمن تولیدکنندگان ابزارهای نوری و دقیق بود (光学 精 機 工業 協会، کگاکو سیکی کوگیو کیوکای). این شرکت به عنوان ک. ک. المو-سا ("شرکت المو. مسولیت محدود.") در سال ۱۹۴۹ ادغام شد. در سال ۱۹۴۹ ساخت الموفلکس را تا نیمه دوم دهه ۱۹۵۰ ادامه داد و سپس تولید دوربین‌های عکاسی را متوقف کرد. سپس المو با معرفی آپارات‌ها و دوربین‌های سوپر ۸ جدید برای مطابقت با قالب جدید، تولید محصولات ۸ میلی‌متری را ادامه داد. با این حال تنها در دهه ۱۹۷۰ بود که این شرکت مشهورترین محصولات خود یعنی سری ST و GS آپارات‌های سوپر ۸ از جمله GS-800، GS-1200 و ST-1200HD را روانه بازار می‌کند، که این سه مورد اغلب به عنوان جواهرات اکلیل شرکت از نظر آپارات‌ها، مورد توجه قرار می‌گیرند. همان‌طور که فیلم خانگی به دورنما سوپر ۸ لطمه وارد کرد، المو تولید آپارات‌های خود را متوقف کرد و مدل‌های نهایی آن GS-1200 P اگزنون و پی کام در سال ۱۹۸۳ بود. به دنبال این، این شرکت ساخت دوربین‌های CCD را در سال ۱۹۸۴ آغاز کرد، ویژوالایزر EV-308 را در سال ۱۹۸۸ معرفی کردو در اواخر دهه ۹۰ به تجهیزات فنی آموزشی نقل مکان کرد. از سال ۲۰۱۱، این شرکت هنوز تجهیزات آموزشی برای معلمان و مدارس، با بخشهای جداگانه در ایالات متحده، ژاپن و اروپا، تولید می‌کند.